# 曾子墨
曾子墨（1972年10月22日—）凤凰卫视主持人。

## 生平
曾子墨的父亲曾庆瑞是武汉一中1956届校友，1965年毕业于北京大学中文系后在北京广播学院任教。曾子墨1972年出生于中国北京，当时名为曾虹，是家中的第三个儿女，1979年改名为子墨，按孔孟曾姓家谱为“繁”字辈。1991年进入中国人民大学学习国际金融，一年后赴美国留学。1996年毕业于美国达特茅斯大学，取得经济学学士学位。毕业后加盟摩根士丹利，先后在纽约、香港等地参与、完成超过700亿美元的企业收购及公司上市项目。2000年至2013年間加盟凤凰卫视担任节目主持人，先后主持过《股市直播室》、《财经点对点》、《财经今日谈》、《世纪大讲堂》和《凤凰正点播报》。歷任凤凰卫视《社会能见度》、《我的中国心》和《经济制高点》主持人，《凤凰大视野》主持人之一。

## 著作
- 《墨迹》（2007，ISBN 978-7-5354-3423-4）
- 《中国经济的12个问号》（2009）

## 荣誉和评价
- 2003年获《新周刊》“2002中国电视节目榜”之“最佳财经类节目主持人”。
- 2007年获《南方人物周刊》主办“中国魅力50人”奖。
- 2002年，由她参与拍摄的纪录片《我们在朝鲜的日子》获得观众一致好评。
- 曾被王朔评价为“继林徽因之后最正的范儿”。
- 汶川大地震后，依靠个人影响力募集了5000万港币善款。
- 她主持的《社会能见度》，因为敏锐地揭露社会问题而广受关注。